# Ismet Kurtovitch
Ismet Kurtovitch, né le 28 juin 1954 à Nouméa, est un historien français spécialiste de la Nouvelle-Calédonie contemporaine, ainsi qu'un dramaturge et un homme politique indépendantiste. 

## Biographie

### Origines et famille
Ismet Kurtovitch est le deuxième et avant-dernier enfant de Slobodan Kurtovitch, un immigré yougoslave (bosniaque) de Sarajevo ayant quitté son pays d'origine en 1945, et de Bernadette Hagen, issue d'une famille calédonienne aux origines européennes dont l'installation dans l'archipel remonte au XIXe siècle,. Ainsi, par sa mère, Ismet Kurtovitch est le petit-fils du commerçant, armateur, planteur et hommes d'affaires de Nouméa John-Charles-Nicolas dit « Tiby » Hagen (1880-1947), par ailleurs président de la Société des études mélanésiennes, et issu d'une famille bavaroise de Ratisbonne venue d'abord en Australie dans le cadre de la ruée vers l'or de 1851 puis ayant fait fortune dans les années 1870 dans le commerce aux Nouvelles-Hébrides et en Nouvelle-Calédonie, et de son épouse Marthe (Marie Marcelle) Guiraud de Levizac (1886-1965). Par cette dernière, Ismet Kurtovitch est de plus l'arrière-petit-fils de Paul (Alexandre) Guiraud de Levizac (1849-1939), magistrat, avocat et conseiller honoraire à la cour d'appel de Nouméa d'origine languedocienne, natif de Saint-Pons-de-Thomières (Hérault) arrivé en 1880 dans l'archipel et qui fut également maire de Nouméa de 1898 à 1899 ; et l'arrière-arrière-petit-fils de Jean Taragnat (1816-1878), un Auvergnat d'Yssac-la-Tourette arrivé une première fois dans l'archipel en 1843 en tant que frère mariste membre de la mission de Guillaume Douarre, retourné ensuite à l'état laïc et devenu pionnier d'abord en Australie puis définitivement installé à Nouméa en 1858 avec sa famille,.
Le frère et la sœur d'Ismet Kurtovitch se sont également impliqué dans la vie éducative, culturelle et politique de la Nouvelle-Calédonie. Il est ainsi le frère cadet de Yasmina Metzdorf, maire de Poya sous les couleurs du parti non-indépendantiste Calédonie ensemble depuis 2014, après y avoir été institutrice puis directrice d'école à partir de 1973 ainsi que correspondante pour le quotidien Les Nouvelles calédoniennes. Il est de plus le frère aîné de Nicolas Kurtovitch, l'écrivain néo-calédonien le plus prolifique, le plus primé et le plus lu, tant en Océanie qu'en France métropolitaine, de la fin du XXe siècle et du début du XXIe siècle, par ailleurs ancien directeur du lycée protestant Do Kamo à Nouméa ainsi que militant et conseiller d'un autre parti politique non-indépendantiste, Le Rassemblement (ancien Rassemblement pour la Calédonie dans la République ou RPCR).

### Formation et militantisme politique
Ismet Kurtovitch fait sa scolarité dans l'enseignement privé catholique, au collège du Sacré-Cœur de Bourail puis au lycée Blaise-Pascal de Nouméa. Une fois obtenu son baccalauréat, il part en France métropolitaine effectuer son service national puis pour ses études supérieures à l'unité de formation et de recherche de sciences de l'information et de la communication de l'université Paris II Panthéon-Assas. Il obtient une licence en 1977 et un diplôme d'études approfondies (DEA) en 1979, avec un mémoire sur « L'affaire N'Goye dans Les Nouvelles calédoniennes ». 
De retour en Nouvelle-Calédonie, il s'engage au sein de l'Union calédonienne (UC), ancien parti majoritaire localement des années 1950 aux années 1970, anciennement centriste et autonomiste devenu socialiste (de la tendance du socialisme mélanésien) et indépendantiste sous la conduite de Jean-Marie Tjibaou en 1977. Par ailleurs, il enseigne l'histoire-géographie dans plusieurs établissements privés catholiques ou protestants, puis devient directeur du collège et lycée agricole protestant Do Néva à Houaïlou dans les années 1980. Il y rencontre Déwé Gorodey, jeune écrivain et militante indépendantiste, qui y enseigne le paicî et le français, et en devient un proche politiquement. L'archipel est alors, entre 1984 et 1988, plongé dans une période de forts troubles sociaux, politiques et ethniques entre partisans et opposants à l'indépendance, appelée « Les Événements ». Membre du Front de libération nationale kanak et socialiste (FLNKS) fondé en 1984 par Jean-Marie Tjibaou pour organiser la lutte indépendantiste, Ismet Kurtovitch crée et dirige les « Éditions populaires » (Edipop), une maison d'édition chargée de publier des ouvrages défendant la cause nationaliste kanak, associée à une librairie populaire du même nom.

### Historien et directeur des archives
La création de l'Université française du Pacifique en 1987 permet à l'émergence d'une génération d'historiens ayant repris leurs études à la fin des années 1980 et dans les années 1990 jusqu'au doctorat. C'est le cas d'Ismet Kurtovitch qui obtient ainsi un DEA en histoire en 1993 puis soutient une thèse en 1998 sous la direction de l'anthropologue Paul de Deckker sur La vie politique en nouvelle-caledonie : 1940-1953,.
Il devient ainsi le spécialiste de l'histoire politique contemporaine de la Nouvelle-Calédonie, s'intéressant tout particulièrement au processus de décolonisation et à l'émancipation des Kanaks depuis la Seconde Guerre mondiale, ainsi que du rapport entretenu par les Européens ou « Caldoches » les plus modestes (ouvriers, salariés, « petits colons ») à l'égard de ce mouvement.
Déwé Gorodey, devenue membre du gouvernement de la Nouvelle-Calédonie chargée de la culture à partir de 1999, le prend comme attaché au sein de son cabinet. Puis elle le nomme chef du service des archives de la Nouvelle-Calédonie le 18 mai 2000. Cette nomination est contestée par une partie des employés des archives, emmenés par le chef adjoint du service Nicolas Dubuisson et l'agent du patrimoine Claude Yéwéné, au motif qu'il ne dispose pas des diplômes requis d'archiviste ou conservateur. Le premier arrêté de nomination est ainsi annulé, mais il est à la place nommé chef du service par intérim le 16 novembre 2000. Il occupe ce poste de façon intérimaire jusqu'à une décision du gouvernement de la Nouvelle-Calédonie retirant toute condition de diplôme pour être nommé chef des archives, ce qui lui permet d'être pleinement titularisé à ce poste le 19 juillet 2007. Cette nouvelle décision provoque un nouveau mouvement des opposants à sa nomination et de nouvelles actions en justice : Nicolas Dubuisson et Claude Yéwéné arrêtent ainsi de travailler pendant une heure en juin 2007 pour demander sa démission. Nicolas Dubuisson est alors suspendu pour diffamation, injures et menaces contre son supérieur, qui médiatise fortement son opposition à Ismet Kurtovitch (entamant même une grève de la faim dans le hall de l'hôtel du gouvernement). Le tribunal administratif de Nouméa va dans le sens des salariés contestataires en parlant de « détournement de pouvoir » au sujet de la nomination d'Ismet Kurtovitch, mais celui-ci est soutenu par le gouvernement qui le maintient ainsi à son poste, tandis que Nicolas Dubuisson est une nouvelle fois suspendu temporairement. Alors qu'il est sous le coup de nouvelles accusations de la part de ce dernier (pour négligence au sujet de termites qui menaceraient les fonds documentaires) et d'une procédure lancée par le président du tribunal administratif pour faire appliquer les décisions prises par cette juridiction dans cette affaire, Ismet Kurtovitch démissionne de la direction des archives le 1er juillet 2009 pour redevenir collaborateur au cabinet de Déwé Gorodey au gouvernement,. 

### Dramaturge
Parallèlement à ses carrières enseignantes, militantes et scientifiques, Ismet Kurtovitch a écrit plusieurs pièces de théâtre. Il a d'abord adapté en 1982 La Putain respectueuse de Jean-Paul Sartre, version représentée sur scène sans publication. En 2000, une deuxième de ses pièces, Pastorale calédonienne, est montée sur scène au Centre culturel Tjibaou par la compagnie Calédofolies - Les Incompressibles, avant d'être traduite en anglais et publiée à Suva en 2002. Cette version anglaise, A Caledonian pastoral, est produite en Nouvelle-Zélande en 2013. En 2003, c'est au tour de la revue théâtrale Coulisses de publier L’Affaire du lieutenant américain Forrest B. Crumpley. Celle-ci est intégrée à la pièce Les Comédies broussardes, créée sur scène en 2005 pour la compagnie Calédofolies - Les Incompressibles à nouveau, dont l'une des représentations fait l'objet d'une captation vidéo et d'une diffusion télévisuelle. Cette pièce est à son tour publiée en 2013.

## Principales publications

### Ouvrages
- Aux origines du F.L.N.K.S. - l’U.I.C.A.L.O. et l’A.I.C.L.F. (1946-1953), Nouméa, Île de Lumière, 1997, 145 p.
- La Vie politique en Nouvelle-Calédonie : 1940-1953, Villeneuve-d'Ascq, Presses universitaires du Septentrion, 2000, 690 p.

### Direction et édition scientifique d'ouvrages
- Karine Dervieux, Archives kanak : guide des sources, 1774-1958, Gouvernement de la Nouvelle-Calédonie, 2004, 149 p.

### Participation à des ouvrages collectifs
- « New Caledonia : The Consequences of the Second World War », dans Robert Aldrich et Isabelle Merle (dir.), France abroad : Indochina, New Caledonia, Wallis and Futuna, Mayotte. Papers presented at the Tenth George Rudé Seminar, Sydney, Department of Economic History, University of Sydney, 1996, p. 34-46.
- « La Production de nickel pendant la Seconde Guerre mondiale », dans Yann Bencivengo (dir.), 101 mots pour comprendre la mine en Nouvelle-Calédonie, Nouméa, Île de Lumière, 1999.
- « L’Entrée des Mélanésiens dans la cité », dans Gilbert Bladinières (dir.), Chroniques du pays kanak, t. IV : Mutations, Nouméa, Planète Mémo, 1999.
- « Le Double Collège électoral » et « L’Union Calédonienne », dans Jean-Yves Faberon et François Garde (dir.), 101 mots pour comprendre les institutions de la Nouvelle-Calédonie, Nouméa, Île de Lumière, 2002.
- « Éléments pour une chronologie des Évènements, 1981-1988 », dans Jean-Marc Regnault (dir.), François Mitterrand et les territoires français du Pacifique (1981-1988), Paris, Les Indes savantes, 2003.

### Articles de revues scientifiques
- « Du régime fiscal en Nouvelle-Calédonie pendant la Seconde Guerre mondiale », « De la réglementation du travail obligatoire en Nouvelle-Calédonie pendant la Seconde Guerre mondiale » et « Du conseil d’administration de la Nouvelle-Calédonie pendant la Seconde Guerre mondiale », Bulletin de la Société des études mélanésiennes, Nouméa, n°30 (1996).
- « Sortir de l’indigénat – Cinquantième anniversaire de l’abolition du régime de l’indigénat en Nouvelle-Calédonie », Journal de la Société des océanistes, Paris, n°105 (1997).
- « A Communist Party in New Caledonia (1941-1948) », The Journal of Pacific History, ANU, Canberra, n°2 (2000).
- « Histoire de l’Accord du 17 septembre 1952 », Bulletin de la Société des études mélanésiennes, Nouméa, n°31 (2001).
- avec Jean-Marc Regnault, « Les Ralliements du Pacifique en 1940 », Revue de la Société d’histoire moderne et contemporaine, Paris, vol. 49, n°4 (2002).
- avec Jean-Marc Regnault,« Nouvelle-Calédonie, 150 ans de cohabitation fragile », Hermès, numéro spécial La France et les outre-mer : l’enjeu multiculturel, Paris, CNRS éditions, n°32-33 (2002).
- « L’Accession des Mélanésiens à la citoyenneté française », Revue juridique politique et économique de Nouvelle-Calédonie, Nouméa, n°2 (2003).

### Pièces de théâtre
- A Caledonian Pastoral, Suva (Fidji), Institute of Pacific Studies, University of South Pacific et Éditions Grain de Sable, 2002.
- « L’Affaire du lieutenant américain Forrest B. Crumpley », Coulisses, Besançon, Théâtre universitaire de Franche-Comté, n°27 (2003).
- « Rosalie », Épisodes Nouvelle-Calédonie, Boulouparis, n°1 (2009).
- Comédies broussardes (« L’arrestation du Japonais » ; « Jojo » ; « Le bulletin météorologique » ; « Les mots croisés » ; « L’affaire du lieutenant américain Forrest B. Crumpley » ; « Rosalie » ; « Le P. U. D. »), Nouméa, Éditions Madrépores, 2013.